# Грановские
Грановские (пол. Kategoria:Granowscy herbu Leliwa‎) — русские дворянские роды.
Эльжбета Грановская (ок. 1372—1420) — королева Польши, третья жена короля Владислава II Ягайло.
Один из них происходит от Леонтия Грановского, полковник Нежинский (1734 год), бывшего (1746—1752) нежинским полковым обозным, и внесен в VI и II части родословной книги Черниговской и Новгородской губерний.
Другие два рода Грановских, позднейшего происхождения.
- Грановский, Тимофей Николаевич (1813—1855) — русский историк-медиевист, профессор Московского университета.

Также польские дворянские роды герба Любич. Симон Грановский владел поместьями (1382). Старшая линия этого рода пресеклась (1794) в лице Михаила Грановского, секретаря великого коронного польского. Михаил Валтазарович Грановский, белзский стольник, владел поместьями (1678). Его потомство внесено в VI часть родословной книги Волынской губернии. В Боярской книге записан стольник Иван Фёдорович Грановский(1692).

## Описание герба
Герб потомства Леонтия Никитича Грановского, Нежинского полкового обозного (1746-1752): в щите шестиконечная звезда, сопровождаемая снизу полумесяцем (польский герб Лелива). Нашлемник: подобная же звезда с полумесяцем между двух страусовых перьев.